# Xbox Live Vision

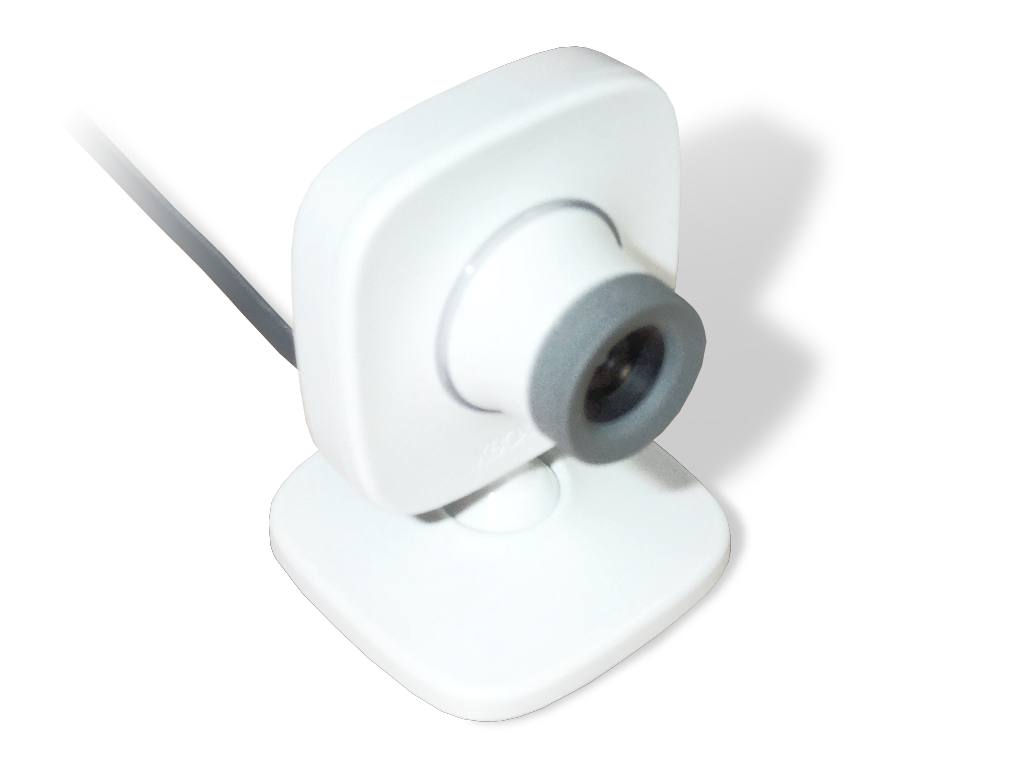

Xbox Live Vision är ett tillbehör till Xbox 360 från Microsoft som släpptes år 2006. Tillbehöret gör det möjligt att använda funktioner som liknar användandet av en webbkamera eller en EyeToy. Kameran kan ta en videoström i upplösningen 640 × 480 pixlar med 30 bilder/s alt. stillbilder på 1,3 megapixel.